# سیارک ۱۹۰۰۹
سیارک ۱۹۰۰۹ (به انگلیسی: 19009 Galenmaly، نامگذاری:2000RF72) نوزده هزار و نهمین سیارک کشف شده‌است که در ۲ سپتامبر ۲۰۰۰ کشف شد.
قدر مطلق سیارک برابر ۱۹.۵ است.